# Albert Hoffmann (Journalist)
Albert Hoffmann (* um 1858; † 26. Oktober 1894 in Berlin) war ein deutscher Fachschriftsteller sowie verantwortlicher Redakteur der Papier-Zeitung.

## Leben
Der im jungen Alter von nur 36 Lebensjahren verstorbene Hoffmann hatte sich ein international geschätztes fachtechnisches und zeichnerisches Können erarbeitet. In Nachrufen wurde seine „gewandte Feder“ betont. Er war in seiner kurzen Lebensphase Mitarbeiter nahezu sämtlicher Fachblätter, bevor er die Aufgabe des verantwortlichen Redakteurs der von Carl Hofmann herausgegebenen Papier-Zeitung übernahm.
Hoffmann, der Theorie und Praxis in geschickter Weise zu verbinden wusste, hatte sich um die planmäßige Entwicklung des Accidenzsatzes besondere Verdienste erworben. In der Fachliteratur verfasste er instruktive Abhandlungen, beispielsweise 1882 bis 1885 im Journal für Buchdruckerkunst sowie 1883 bis 1885 im Archiv für Buchdruckerkunst.
1893 erschien eine später in zweiter Auflage von Hoffmann gemeinsam mit Ernst Wentscher herausgegebene Schrift mit 250 Abbildungen zu den Themen Schreibmaschinen und Vervielfältigungs-Apparate.
In seinen letzten beiden Lebensjahren hatte Hoffmann seine Tätigkeit auf fachliterarischem Gebiet „durch die Einwirkung eines heimtückischen Leidens eingestellt.“

## Schriften (Auswahl)
- Albert Hoffmann, Ernst Wentscher: Schreibmaschinen. Nebst Anhang: Vervielfältigung der Maschinenschrift, Sonderdruck aus der Papier-Zeitung Jahrgang 1892, Nr. 80–97, Berlin: Verlag der Papier-Zeitung 1893